# Corticarina ashei
Corticarina ashei es una especie de coleóptero de la familia Latridiidae.

## Distribución geográfica
Habita en México.